# Derdes (cunyat de Filip II)
Derdes (en llatí Derdas, en grec antic Δέρδας) era un noble macedoni, probablement de la casa reial d'Elímia, germà de Fila. Aquesta Fila es va casar amb Filip II de Macedònia i va ser una de les nombroses dones d'aquest rei dones. Derdes, emparentat amb altres persones també de nom Derdes, és mencionat per Ateneu de Naucratis.